# جودن علی
جودن علی یک فوتبالیست و مربی انگلیسی است. علی در باشگاه‌های آرسنال، بارسلونا و مورسیا حضور داشت.

## زندگی حرفه‌ای
جودن در خیابان بریک‌لین، منطقه تاور هملتس لندن به دنیا آمد. او از تبار آسیایی است و اولین اسم خود را اردن استفاده کرده بود. او توسط باشگاه فوتبال آرسنال پذیرفته شد و دو سال در آکادمی باشگاه حضور داشت. او سپس در آکادمی لا ماسیا باشگاه فوتبال بارسلونا یک دوره را گذراند.